# Березинська-Шухевич Наталія Романівна
Наталія Романівна Березинська-Шухевич (13 березня 1910, с. Лецівка, нині Дубівська сільська громада, Калуський район, Івано-Франківська область — 28 лютого 2002, Львів) — українська громадсько-культурна діячка. Дружина командира УПА Романа Шухевича, сестра члена ОУН Юрія-Мирослава Березинського, вбитого під час нападу на пошту в Городку.

## Життєпис
Народилася 13 березня 1910 року в селі Лецівка, нині Дубівська сільська громада Калуського району Івано-Франківської області.
Навчалась у Львівській гімназії сестер Василіянок, закінчила гімназію Українського педагогічного товариства (1928).
З 1929 року — член «Просвіти». Після початку війни в 1939 році разом із сином Юрієм перейшла кордон і переїхала до чоловіка в Краків, а в 1941 році повернулась у Львів.
20 лютого 1943 року була заарештована гестапо, через місяць звільнена завдяки клопотанню Альфреда Бізанца (радника губернатора дистрикту «Галичина»). Із приходом радянських військ перейшла в підпілля й переїхала в село Біличі Старосамбірського району Дрогобицької області (нині Самбірський район Львівської області).
17 липня 1945 року разом із родиною була заарештована органами КДБ. У Наталії відібрали дітей і перевезли їх у дитячий будинок у Чорнобилі (Київська область, нині в зоні відчуження), а звідти — у Сталіно (нині Донецьк).
4 січня 1946 року постановою Особливої наради була засуджена до 5 років заслання, а 8 вересня 1947 року покарання було замінено на 10 років виправно-трудових таборів. Ув'язнення відбувала в мордовських таборах. Лише після тривалого голодування одержала адресу дітей.
4 серпня 1955 року табірне покарання було замінено депортаційним. Її вислано в Новосибірську область, куди приїхав і син Юрій. Згодом вони переїхали в Караганду, куди були вислані сестра та мати Романа Шухевича. Через тиждень після смерті матері чоловіка Наталія з сином Юрієм і сестрою Романа Шухевича, також Наталією, без офіційного дозволу повернулись у Львів. Її знову заарештували й за проживання без прописки засудили на 3 роки позбавлення волі. Новий термін покарання відбувала в Чернігівській в'язниці. У 1957 році зустрілася з дочкою Марією. Сина Юрія теж було засуджено, його було відправлено на примусове спецпоселення в Караганду.
У 1958 році повернулась до Львова.

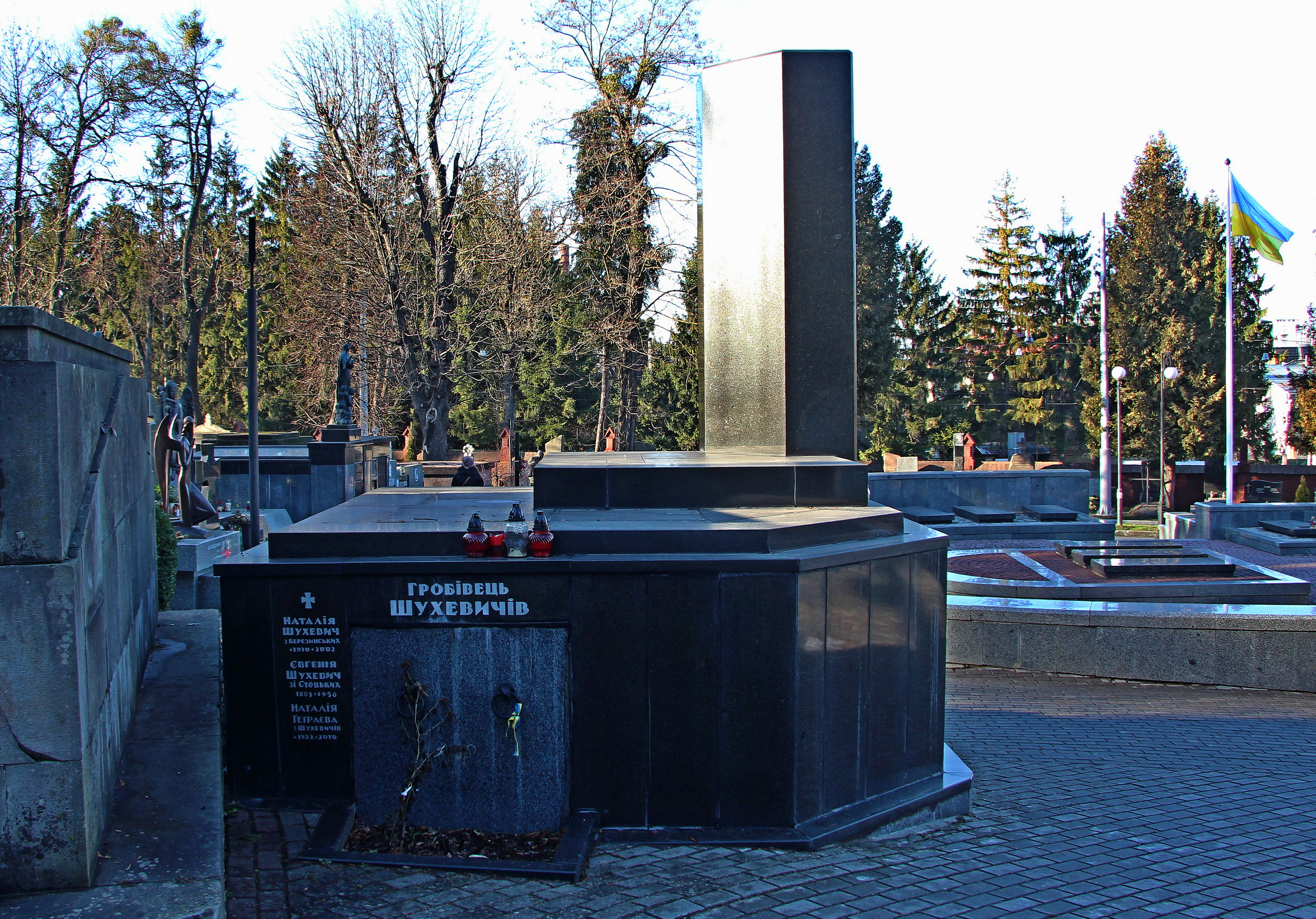
Гробівець родини Шухевичів на 67 полі Личаківського цвинтаря у Львові

Померла у Львові 28 лютого 2002 року, не доживши тринадцяти днів до свого 92-го дня народження. Була похована 2 березня в родинному гробівці на 67 полі Личаківського цвинтаря.